# Drácula (obra de teatro)
Drácula es una obra de teatro del irlandés Hamilton Deane, adaptación de la novela homónima de Bram Stoker. La pieza fue ampliamente revisada por John L. Balderston en 1927. Se trata de la primera adaptación de la novela, autorizada personalmente por la viuda de Stoker. La obra tuvo enorme influencia en muchas de las versiones cinematográficas de la novela, especialmente, en la versión de 1931, de Tod Browning.

## Argumento
El Dr. Van Helsing, estudioso del mundo de los vampiros, retorna precipitadamente a Londres, al recibir la noticia de la muerte en extrañas circunstancias de su hija Lucy. Van Helsing se presenta en el sanatorio mental de su amigo, el Dr. Seward, donde residía Lucy. La hija de Seward, Mina, alarmantemente está presentado los mismos síntomas que padeció Lucy antes de su muerte: anemia constante y pesadillas nocturnas. Van Helsing, Seward y el prometido de Mina, Jonathan Harker, se disponen a curar a Mina. Mientras, un misterioso caballero venido de Transilvania, el Conde Drácula, se ha instalado en la vecindad.

## Representaciones
- Londres (Estreno, 1924).
  - Intérpretes: Raymond Huntley (Drácula), Hamilton Deane (Van Helsing), Stuart Lomath (Doctor Seward),  Bernard Guest (Jonathan Harker),  Bernard Jukes (R. M. Renfield), Dora Mary Patrick (Mina Harker).
- Broadway, 1927.
  - Intérpretes: Bela Lugosi (Drácula), Edward Van Sloan (Van Helsing), Herbert Bunston (Seward), Dorothy Peterson (Lucy), Nedda Harrigan (Miss Wells).
- Broadway, 1977.
  - Intérpretes: Frank Langella (Drácula).
- Madrid, Teatro de la Comedia, 1978.
  - Dirección: Jaime Azpilicueta
  - Intérpretes: Narciso Ibáñez Menta, Jaime Blanch, Tito Valverde, Pedro Sempson, Cristina Galbó, Mari Carmen Yepes, José Luis Pellicena, Nicolas Dueñas.
- Madrid, 2011
  - Adaptación: Jorge de Juan García.
  - Dirección: Eduardo Bazo.
  - Intérpretes: Ramón Langa (Drácula), Emilio Gutiérrez Caba (Van Helsing), Martiño Rivas (Jonathan Harker), María Ruiz (Mina), Amparo Climent (Miss Wells), César Sánchez (Doctor Seward), Mario Zorrilla (Reinfeld).